# آر بي دبليو
آر بي دبليو (بالكورية: 알비더블유) هي شركة تسجيلات كورية جنوبية. تشكلت في 5 مارس 2010، وأول فرقة قامت بإنشائها هي فرقة الفتيات مامامو. الشركة تأسست بواسطة كيم  دو هون (김도훈)،  منتج بارز في مجال الكيبوب. كيم دو هون حاليا هو رئيس التنفيذي لشركة مع كيم جين وو. الشركة تشكلت رسميا في مايو 2012. الشركة لديها أيضا  فنانين آخرين يقعون تحت إدارتها.
كانت تعرف باسم وا إنترتينمنت الا ان اندمجت مع  Rainbow Bridge World في مارس 2015 وأصبح اسم رسميا شركة RBW .

## القائمة

### فرق
- مامامو
- فرومانس
- ونيوس
- وناوي
- بربل كيس
- D1Vers (آر بي دبليو فيتنام)
- B1A4 (شركة WM إنترنمينت)
- اوه ماي غيرل (شركة WM إنترنمينت)
- ONF (شركة WM إنترنمينت)

### منفردين
- سولار
- مونبيول
- هواسا
- ساندول (شركة WM إنترنمينت)
- يوا (شركة WM إنترنمينت)

## فنانين سابقون

### آر بي دبليو
- إسنا (2014-2017)
- يانغبا (2015-2018)
- مونداي كيز (2016-2018)
- هويين (2014-2021)

### آر بي دبليو فيتنام
- جين جو (2015-2018)